# Thompson Square
Thompson Square est un duo américain de musique country du XXIe siècle composé de Keifer et Shawna Thompson.

## Histoire
Keifer Thompson est né et a grandi à Miami, dans l'Oklahoma. Il rencontre Shawna, originaire de Chatom, en Alabama, lors d'un concours de chant à Nashville, Tennessee. Ils commencent à travailler en tant qu'artistes solo avant de se décider à former un duo. Ils signent chez Stoney Creek Records, un label proche de Broken Bow Records, en janvier 2010.
Le 12 juillet 2010, ils sortent leur second single, "Are You Gonna Kiss Me Or Not" coécrit par David Lee Murphy et Jim Collins. Ce single atteint la première place du classement Country et est certifié par la Recording Industry Association of America. Leur premier album Thompson Square est sorti le 8 février 2011. Il a été produit par Jason Aldean. Leur troisième single "I Got You" est sorti le 9 mai 2011.

## Discographie

### Album studio
| Titre           | Détails                                                                                         | Meilleures positions | Meilleures positions | Meilleures positions |
| Titre           | Détails                                                                                         | US Country           | US                   | US Indie             |
| --------------- | ----------------------------------------------------------------------------------------------- | -------------------- | -------------------- | -------------------- |
| Thompson Square | - Date de sortie : 8 février 2011 - Label : Stoney Creek Records - Formats : CD, téléchargement | 3                    | 15                   | 3                    |
| Just Feels Good | - Date de sortie : 26 mars 2013 - Label : Stoney Creek Records - Formats : CD, Téléchargement   | 4                    | 13                   | 1                    |
| Masterpiece     | - Date de sortie : 1er juin 2018 - Label : Stoney Creek Records - Formats : CD, Téléchargement  |                      |                      |                      |

### Singles
| Année                                         | Single                         | Meilleures positions | Meilleures positions | Meilleures positions | Certifications | Album           |
| Année                                         | Single                         | US Country           | US                   | CAN                  | Certifications | Album           |
| --------------------------------------------- | ------------------------------ | -------------------- | -------------------- | -------------------- | -------------- | --------------- |
| 2010                                          | "Let's Fight"                  | 58                   | —                    | —                    |                | Thompson Square |
| 2010                                          | "Are You Gonna Kiss Me or Not" | 1                    | 32                   | 53                   | - US: Or       | Thompson Square |
| 2011                                          | "I Got You"                    |                      |                      |                      |                | Thompson Square |
| "—" signifie que le titre ne s'est pas classé |                                |                      |                      |                      |                |                 |